# Odostomia valeroi
Odostomia valeroi är en snäckart. Odostomia valeroi ingår i släktet Odostomia och familjen Pyramidellidae. Inga underarter finns listade i Catalogue of Life.